# بييرو كوستا
بييرو كوستا (بالإيطالية: Piero Costa)‏ (و. 1913 – 1975 م) هو مخرج أفلام، وكاتب سيناريو من إيطاليا، ومملكة إيطاليا، ولد في تونس العاصمة، توفي في روما، عن عمر يناهز 62 عاماً.

## وصلات خارجية
- بييرو كوستا على موقع IMDb (الإنجليزية)
- بييرو كوستا على موقع أول موفي (الإنجليزية)
- بييرو كوستا على موقع قاعدة بيانات الفيلم (الإنجليزية)
- بييرو كوستا على موقع كينوبويسك (الروسية)